# Sommarnöje (konstverk)

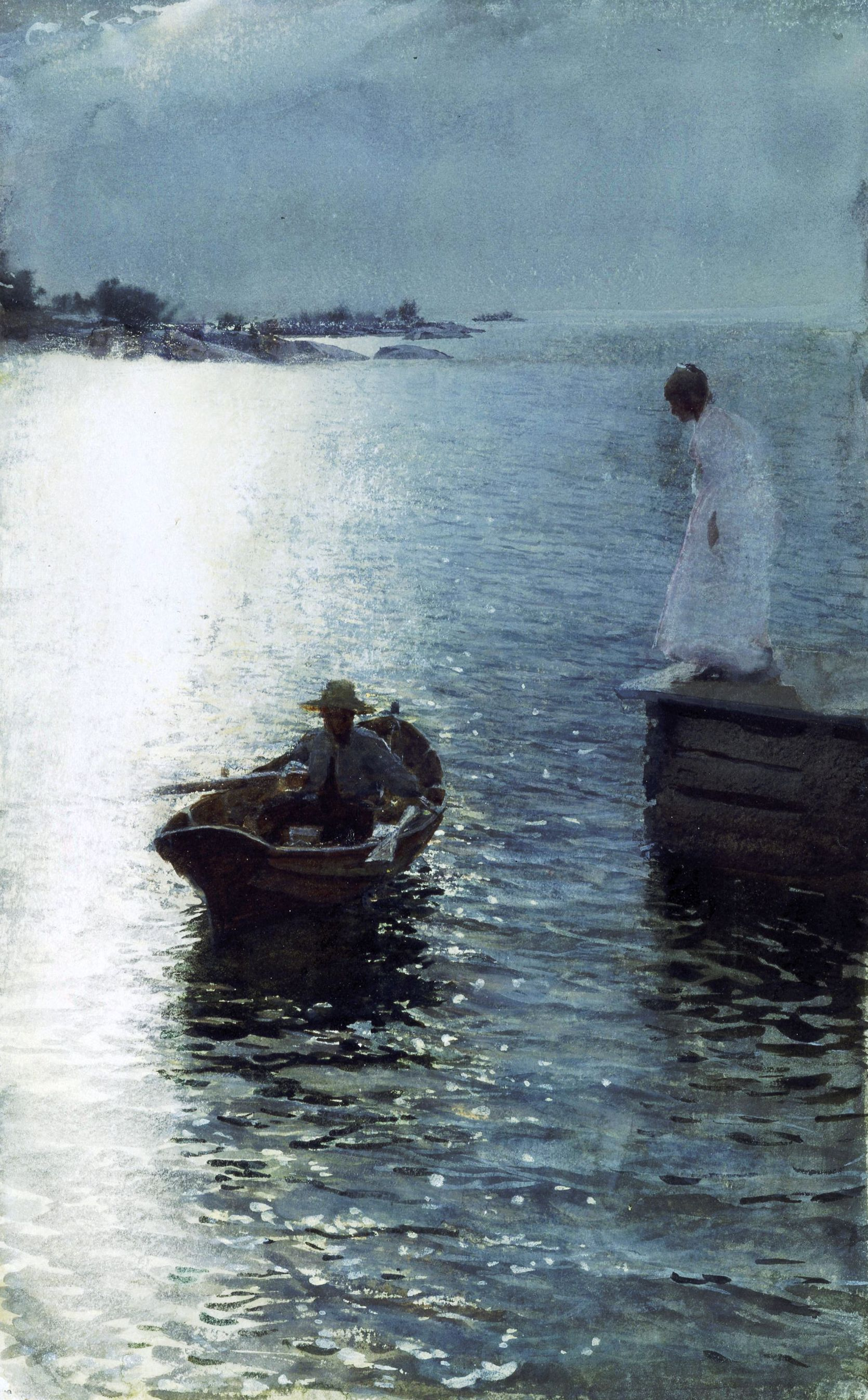
Skiss till Sommarnöje, utställd på Zornmuseet.

Sommarnöje är en akvarell av Anders Zorn, utförd 1886 på Dalarö, föreställande konstnärens hustru Emma Zorn och mästerlotsen Carl Gustav Dahlström vid Dalarö ström.
Mellan 3 juni 2010 och december 2021 var det den dyraste svenska målningen någonsin som sålts på auktion i Sverige, då verket auktionerades ut av Stockholms auktionsverk för 29 475 000 kronor. Tidigare högsta noterade pris var August Strindbergs Underlandet som 1990 såldes för 22,6 miljoner kronor. Den 9 december 2021 klubbades Zorns målning Söndagsmorgon, för 35 250 000 kronor och petade då ned Sommarnöje till andraplatsen över de dyraste svenska målningar som sålts på auktion.
En skiss till Sommarnöje från 1886 finns att beskåda på Zornmuseet i Mora.